# ریک بایان
ریچارد پل "ریک" بایان (انگلیسی: Richard Paul "Rick" Bayan؛ زادهٔ ۲۷ ژانویهٔ ۱۹۵۰) پدیدآور، وبلاگ‌نویس، وب‌مستر و  advertising copywriter ارمنی‌تبار اهل ایالات متحده آمریکا است.

## زندگی‌نامه
وی در ۲۷ ژانویهٔ ۱۹۵۰ در نیو برانزویک، نیوجرسی به دنیا آمد و از دانشگاه ایلینوی و دانشگاه راتگرز فارغ‌التحصیل شد. ریک در سال ۲۰۰۱ با Anne Downey ازدواج نمود و به فیلادلفیا نقل مکان نمود. 